# Sam Perkins
Samuel Bruce Perkins (ur. 14 czerwca 1961 w Brooklynie w Nowym Jorku) – amerykański koszykarz, występujący w lidze NBA na pozycjach silnego skrzydłowego lub środkowego.
W 1980 wystąpił w meczu gwiazd amerykańskich szkół średnich – McDonald’s All-American.
Zanim rozpoczął karierę w NBA, tuż po ukończeniu Uniwersytetu Karoliny Północnej, wystąpił w amerykańskiej drużynie narodowej na igrzyskach w Los Angeles, zdobywając złoty medal. Wcześniej, na uczelni, był członkiem mistrzowskiej drużyny NCAA North Carolina Tar Heels w 1982. W obydwu tych zwycięskich zespołach grał u boku o dwa lata młodszego Michaela Jordana.
Wybrany z 4. numerem w drafcie (jedno miejsce za Michaelem Jordanem) przez Dallas Mavericks, spędził w tym klubie 6 lat. Dzięki znakomitej grze już w pierwszym sezonie został dostrzeżony i wybrany do pierwszej piątki debiutantów. W sezonie 1987/1988 wraz z drużyną awansował do finału konferencji. W 1990 przeniósł się do Los Angeles Lakers, gdzie już po roku pobytu wspomógł zespół w awansie do finału ligi. Lakersi zostali wtedy pokonani 4-1 przez, będących na początku mistrzowskiej drogi, Chicago Bulls. Po trzech latach został sprzedany do Seattle SuperSonics. W 1996 kolejny raz wystąpił w finale ligi, ponownie przeciwko niepokonanym w tej dekadzie Chicago Bulls z Michaelem Jordanem. Ostatnie trzy lata (1998–2001) występował w klubie Indiana Pacers, grając m.in. w swoim trzecim, także przegranym, finale z Los Angeles Lakers w 2000.
Obecnie pełni funkcję wiceprezydenta ds. kontaktów z zawodnikami w klubie Indiana Pacers.

## Osiągnięcia
Na podstawie, o ile nie zaznaczono inaczej.

### NCAA
- Mistrz:
  - NCAA (1982)
  - turnieju konferencji Atlantic Coast (ACC – 1981, 1982)
  - sezonu regularnego ACC (1982–1984)
- Wicemistrz NCAA (1981)
- Uczestnik rozgrywek:
  - NCAA Final Four (1981, 1982)
  - Sweet 16 (1981–1984)
- MVP turnieju ACC (1981)[3]
- Najlepszy pierwszoroczny zawodnik ACC (1981)[4]
- Zaliczony do:
  - I składu:
    - All-American (1983, 1984)
    - NCAA Final Four (1982)[5]
    - ACC (1982–1984)

  - II składu All-American (1982)

### NBA
- 3-krotny wicemistrz NBA (1991, 1996, 2000)
- Wybrany do I składu debiutantów NBA (1985)[6]
- 15 stycznia 1997 wyrównał rekord NBA, trafiając wszystkie 8 rzutów za 3 punkty, w spotkaniu przeciw Toronto Raptors
- 12 grudnia 1985 zaliczył pierwsze w historii klubu Mavericks spotkanie 30-20, uzyskując 31 punktów oraz 20 zbiórek, w spotkaniu przeciw Houston Rockets
- Uczestnik konkursu rzutów za 3 punkty, organizowanego w ramach NBA All-Star Weekend (1997)[7]

### Kadra
- Mistrz:
  - olimpijski (1984)[8]
  - igrzysk panamerykańskich (1983)[9]
  - świata U–19 (1979)[10]
- Atleta Roku – USA Basketball Male Athlete of the Year (1984)[11]